# Division Nationale 1932-1933
La Division Nationale 1932-1933 è stata la 1ª edizione della massima serie del campionato francese di calcio, disputato tra il 11 settembre 1932 e il 14 maggio 1933 e concluso con la vittoria del Olympique Lillois, al suo primo titolo.
Capocannonieri del torneo sono stati Robert Mercier (Club Français) e Walter Kaiser (Rennes) con 15 reti.

## Stagione

### Avvenimenti
Il campionato, organizzato in due gironi all'italiana in cui le prime si sarebbero affrontate per la vittoria del titolo, prese avvio l'11 settembre 1932. La selezione era prevista ad invito, ma a causa della necessità di approntare una struttura professionistica coi relativi costi arrivarono poche domande in più dei posti disponibili, e quindi poco più di una manciata le esclusioni. Il primo raggruppamento fu vinto dall'Olympique Lillois, che prese la testa della classifica dopo l'ottava giornata, a spese dell'Olympique Marsiglia, qualificandosi per la finale con due giornate di anticipo. Nel secondo raggruppamento invece si contesero la prima posizione il Cannes e l'Antibes. Sul campo ebbe la meglio l'Antibes, che vinse all'ultima giornata lo scontro diretto contro il Cannes. La squadra fu tuttavia squalificata per tentativo di corruzione della società del Fives, permettendo quindi al Cannes di qualificarsi per la finale.
Nel primo raggruppamento il Mulhouse alzò bandiera bianca con un turno di anticipo, accompagnato in seguito dal Club Français e dallo Hyères. Nel secondo raggruppamento i verdetti furono decisi con un turno di anticipo: assieme ad un Olympique Alès mai in lotta si arresero il Red Star e il Metz.

## Girone A

### Squadre partecipanti
| Club                | Stagione | Città             | Stadio                                            | Stagione precedente |
| ------------------- | -------- | ----------------- | ------------------------------------------------- | ------------------- |
| Club Français       | dettagli | Parigi            | Porte Brancion                                    | -                   |
| RC Paris            | dettagli | Colombes (Parigi) | Stadio olimpico Yves du Manoir Parco dei Principi | -                   |
| Excelsior Roubaix   | dettagli | Roubaix           | Stadio Amédée Prouvost                            | -                   |
| Olympique Lillois   | dettagli | Lilla             | Stade Henri-Jooris                                | -                   |
| Hyères              | dettagli | Hyères            | Stade Perruc                                      | -                   |
| Mulhouse            | dettagli | Mulhouse          | Stade de Bourtzwiller                             | -                   |
| Nîmes               | dettagli | Nîmes             | Stade Jean-Bouin                                  | -                   |
| Nizza               | dettagli | Nizza             | Stade Saint-Maurice                               | -                   |
| Olympique Marsiglia | dettagli | Marsiglia         | Stade de l'Huveaune                               | -                   |
| Sète                | dettagli | Sète              | Stade des Métairies                               | -                   |

### Allenatori e primatisti
| Squadra             | Allenatore          | Calciatore più presente                      | Cannoniere          |
| ------------------- | ------------------- | -------------------------------------------- | ------------------- |
| Club Français       | Kaj Andrup          |                                              | Robert Mercier (15) |
| RC Parigi           | Jimmy Hogan         |                                              |                     |
| Excelsior Roubaix   | Thomas Griffiths    |                                              |                     |
| Olympique Lillois   | Robert De Veen      |                                              |                     |
| Hyères              | Charles Comte       |                                              |                     |
| Mulhouse            | Ferdinand Swatosch  |                                              |                     |
| Nîmes               | Andrew Wilson       |                                              |                     |
| Nizza               | Jim MacDewitt       |                                              |                     |
| Olympique Marsiglia | Charles Oliver Bell | Thomas Francis Pritchard Raymond Durand (18) | Joseph Alcazar (14) |
| Sète                | Sydney Regan        |                                              |                     |

### Classifica finale
|  | Pos. | Squadra             | Pt | G  | V  | N | P  | GF | GS |
|  | ---- | ------------------- | -- | -- | -- | - | -- | -- | -- |
|  | 1.   | Olympique Lillois   | 28 | 18 | 14 | 0 | 4  | 41 | 23 |
|  | 2.   | Olympique Marsiglia | 23 | 18 | 10 | 3 | 5  | 40 | 24 |
|  | 3.   | RC France           | 21 | 18 | 8  | 5 | 5  | 40 | 36 |
|  | 4.   | Sète                | 20 | 18 | 8  | 4 | 6  | 32 | 32 |
|  | 5.   | Nîmes               | 19 | 18 | 8  | 3 | 7  | 37 | 38 |
|  | 6.   | Excelsior Roubaix   | 18 | 18 | 5  | 8 | 5  | 32 | 37 |
|  | 7.   | Nizza               | 15 | 18 | 5  | 5 | 8  | 26 | 32 |
|  | 8.   | Club Français       | 13 | 18 | 5  | 3 | 10 | 43 | 50 |
|  | 9.   | Hyères              | 12 | 18 | 4  | 4 | 10 | 22 | 29 |
|  | 10.  | Mulhouse            | 11 | 18 | 4  | 3 | 11 | 36 | 48 |

Legenda:
      Ammessa alla finale per il titolo di Division 1 1932-1933.
      Retrocesse in Division 2 1933-1934
Regolamento:
Due punti a vittoria, uno a pareggio, zero a sconfitta.

### Risultati

#### Tabellone
|                     | Cfp  | Exr  | Hyè  | Mul  | Nic  | Nîm  | Oli  | Oma  | Rcp  | Sèt  |
| ------------------- | ---- | ---- | ---- | ---- | ---- | ---- | ---- | ---- | ---- | ---- |
| Club Français       | –––– | 2-2  | 2-2  | 5-0  | 2-0  | 5-2  | 1-3  | 6-2  | 5-5  | 2-3  |
| Excelsior Roubaix   | 4-1  | –––– | 2-1  | 2-2  | 2-2  | 4-4  | 2-1  | 2-1  | 1-1  | 0-3  |
| Hyères              | 3-1  | 3-1  | –––– | 1-1  | 1-0  | 2-2  | 0-1  | 1-1  | 1-2  | 1-2  |
| Mulhouse            | 2-3  | 6-2  | 3-1  | –––– | 5-2  | 3-4  | 1-2  | 1-4  | 3-5  | 3-1  |
| Nice                | 2-0  | 2-2  | 2-1  | 5-2  | –––– | 2-3  | 2-3  | 1-0  | 0-0  | 2-2  |
| Nîmes               | 3-1  | 2-0  | 3-0  | 3-1  | 2-0  | –––– | 0-3  | 1-3  | 5-1  | 1-3  |
| Olympique Lillois   | 5-3  | 2-0  | 2-1  | 2-0  | 3-0  | 4-0  | –––– | 1-2  | 4-1  | 4-2  |
| Olympique Marsiglia | 5-1  | 2-2  | 1-2  | 3-1  | 1-0  | 2-0  | 7-0  | –––– | 1-0  | 3-1  |
| RC France           | 4-1  | 2-2  | 2-1  | 2-1  | 2-2  | 3-1  | 0-1  | 3-1  | –––– | 5-3  |
| Sète                | 3-2  | 0-2  | 1-0  | 1-1  | 1-2  | 1-1  | 1-0  | 1-1  | 3-2  | –––– |

#### Calendario
| andata (1ª) | andata (1ª)                           | Prima giornata         | ritorno (10ª) | ritorno (10ª) |
|             |                                       |                        |               |               |
|             | 0-3                                   | Excelsior Roubaix-Sète | 2-0           |               |
| 2-3         | Mulhouse-Club Français                | 0-5                    |               |               |
| 2-3         | Nice-Nîmes                            | 0-2                    |               |               |
| 7-0         | Olympique Marsiglia-Olympique Lillois | 2-1                    |               |               |
| 2-1         | RC France-Hyères                      | 2-1                    |               |               |

| andata (ª) | andata (ª)                    | Terza giornata                  | ritorno (ª) | ritorno (ª) |
|            |                               |                                 |             |             |
|            | 1-3                           | Club Français-Olympique Lillois | 3-5         |             |
| 2-2        | Excelsior Roubaix-Nice        | 2-2                             |             |             |
| 3-1        | Mulhouse-Hyères               | 1-1                             |             |             |
| 1-0        | Olympique Marsiglia-RC France | 1-3                             |             |             |
| 1-1        | Sète-Nîmes                    | 3-1                             |             |             |

| andata (ª) | andata (ª)                 | Quinta giornata                 | ritorno (ª) | ritorno (ª) |
|            |                            |                                 |             |             |
|            | 4-1                        | Excelsior Roubaix-Club Français | 2-2         |             |
| 1-2        | Mulhouse-Olympique Lillois | 0-2                             |             |             |
| 2-1        | Nice-Hyères                | 0-1                             |             |             |
| 5-1        | Nîmes-RC France            | 1-3                             |             |             |
| 1-1        | Sète-Olympique Marsiglia   | 1-3                             |             |             |

| andata (ª) | andata (ª)                 | Settima giornata           | ritorno (ª) | ritorno (ª) |
|            |                            |                            |             |             |
|            | 1-1                        | Hyères-Olympique Marsiglia | 2-1         |             |
| 6-2        | Mulhouse-Excelsior Roubaix | 2-2                        |             |             |
| 2-0        | Nice-Club Français         | 0-2                        |             |             |
| 4-0        | Olympique Lillois-Nîmes    | 3-0                        |             |             |
| 5-3        | RC France-Sète             | 2-3                        |             |             |

| andata (ª) | andata (ª)                            | Nona giornata            | ritorno (ª) | ritorno (ª) |
|            |                                       |                          |             |             |
|            | 0-1                                   | Hyères-Olympique Lillois | 1-2         |             |
| 3-1        | Nîmes-Mulhouse                        | 4-3                      |             |             |
| 2-2        | Olympique Marsiglia-Excelsior Roubaix | 1-2                      |             |             |
| 4-1        | RC France-Club Français               | 5-5                      |             |             |
| 1-2        | Sète-Nice                             | 2-2                      |             |             |

| andata (ª) | andata (ª)                  | Seconda giornata   | ritorno (ª) | ritorno (ª) |
|            |                             |                    |             |             |
|            | 2-3                         | Club Français-Sète | 2-3         |             |
| 3-1        | Hyères-Excelsior R.         | 1-2                |             |             |
| 5-2        | Nice-Mulhouse               | 2-5                |             |             |
| 1-3        | Nîmes-Olympique Marsiglia   | 0-2                |             |             |
| 4-1        | Olympique Lillois-RC France | 1-0                |             |             |

| andata (ª) | andata (ª)                   | Quarta giornata     | ritorno (ª) | ritorno (ª) |
|            |                              |                     |             |             |
|            | 5-2                          | Club Français-Nîmes | 1-3         |             |
| 1-2        | Hyères-Sète                  | 0-1                 |             |             |
| 2-3        | Nice-Olympique Lillois       | 0-3                 |             |             |
| 3-1        | Olympique Marsiglia-Mulhouse | 4-1                 |             |             |
| 2-2        | RC France-Excelsior Roubaix  | 1-1                 |             |             |

| andata (ª) | andata (ª)               | Sesta giornata       | ritorno (ª) | ritorno (ª) |
|            |                          |                      |             |             |
|            | 2-2                      | Club Français-Hyères | 1-3         |             |
| 2-0        | Nîmes-Excelsior Roubaix  | 4-4                  |             |             |
| 4-2        | Olympique Lillois-Sète   | 0-1                  |             |             |
| 1-0        | Olympique Marsiglia-Nice | 0-1                  |             |             |
| 2-1        | RC France-Mulhouse       | 5-3                  |             |             |

| andata (ª) | andata (ª)                          | Ottava giornata                   | ritorno (ª) | ritorno (ª) |
|            |                                     |                                   |             |             |
|            | 6-2                                 | Club Français-Olympique Marsiglia | 1-5         |             |
| 2-2        | Hyères-Nîmes                        | 0-3                               |             |             |
| 0-0        | Nice-RC France                      | 2-2                               |             |             |
| 2-0        | Olympique Lillois-Excelsior Roubaix | 1-2                               |             |             |
| 1-1        | Sète-Mulhouse                       | 1-3                               |             |             |

| andata (1ª) | andata (1ª)                           | Prima giornata         | ritorno (10ª) | ritorno (10ª) |
|             |                                       |                        |               |               |
|             | 0-3                                   | Excelsior Roubaix-Sète | 2-0           |               |
| 2-3         | Mulhouse-Club Français                | 0-5                    |               |               |
| 2-3         | Nice-Nîmes                            | 0-2                    |               |               |
| 7-0         | Olympique Marsiglia-Olympique Lillois | 2-1                    |               |               |
| 2-1         | RC France-Hyères                      | 2-1                    |               |               |

| andata (ª) | andata (ª)                    | Terza giornata                  | ritorno (ª) | ritorno (ª) |
|            |                               |                                 |             |             |
|            | 1-3                           | Club Français-Olympique Lillois | 3-5         |             |
| 2-2        | Excelsior Roubaix-Nice        | 2-2                             |             |             |
| 3-1        | Mulhouse-Hyères               | 1-1                             |             |             |
| 1-0        | Olympique Marsiglia-RC France | 1-3                             |             |             |
| 1-1        | Sète-Nîmes                    | 3-1                             |             |             |

| andata (ª) | andata (ª)                 | Quinta giornata                 | ritorno (ª) | ritorno (ª) |
|            |                            |                                 |             |             |
|            | 4-1                        | Excelsior Roubaix-Club Français | 2-2         |             |
| 1-2        | Mulhouse-Olympique Lillois | 0-2                             |             |             |
| 2-1        | Nice-Hyères                | 0-1                             |             |             |
| 5-1        | Nîmes-RC France            | 1-3                             |             |             |
| 1-1        | Sète-Olympique Marsiglia   | 1-3                             |             |             |

| andata (ª) | andata (ª)                 | Settima giornata           | ritorno (ª) | ritorno (ª) |
|            |                            |                            |             |             |
|            | 1-1                        | Hyères-Olympique Marsiglia | 2-1         |             |
| 6-2        | Mulhouse-Excelsior Roubaix | 2-2                        |             |             |
| 2-0        | Nice-Club Français         | 0-2                        |             |             |
| 4-0        | Olympique Lillois-Nîmes    | 3-0                        |             |             |
| 5-3        | RC France-Sète             | 2-3                        |             |             |

| andata (ª) | andata (ª)                            | Nona giornata            | ritorno (ª) | ritorno (ª) |
|            |                                       |                          |             |             |
|            | 0-1                                   | Hyères-Olympique Lillois | 1-2         |             |
| 3-1        | Nîmes-Mulhouse                        | 4-3                      |             |             |
| 2-2        | Olympique Marsiglia-Excelsior Roubaix | 1-2                      |             |             |
| 4-1        | RC France-Club Français               | 5-5                      |             |             |
| 1-2        | Sète-Nice                             | 2-2                      |             |             |

| andata (ª) | andata (ª)                  | Seconda giornata   | ritorno (ª) | ritorno (ª) |
|            |                             |                    |             |             |
|            | 2-3                         | Club Français-Sète | 2-3         |             |
| 3-1        | Hyères-Excelsior R.         | 1-2                |             |             |
| 5-2        | Nice-Mulhouse               | 2-5                |             |             |
| 1-3        | Nîmes-Olympique Marsiglia   | 0-2                |             |             |
| 4-1        | Olympique Lillois-RC France | 1-0                |             |             |

| andata (ª) | andata (ª)                   | Quarta giornata     | ritorno (ª) | ritorno (ª) |
|            |                              |                     |             |             |
|            | 5-2                          | Club Français-Nîmes | 1-3         |             |
| 1-2        | Hyères-Sète                  | 0-1                 |             |             |
| 2-3        | Nice-Olympique Lillois       | 0-3                 |             |             |
| 3-1        | Olympique Marsiglia-Mulhouse | 4-1                 |             |             |
| 2-2        | RC France-Excelsior Roubaix  | 1-1                 |             |             |

| andata (ª) | andata (ª)               | Sesta giornata       | ritorno (ª) | ritorno (ª) |
|            |                          |                      |             |             |
|            | 2-2                      | Club Français-Hyères | 1-3         |             |
| 2-0        | Nîmes-Excelsior Roubaix  | 4-4                  |             |             |
| 4-2        | Olympique Lillois-Sète   | 0-1                  |             |             |
| 1-0        | Olympique Marsiglia-Nice | 0-1                  |             |             |
| 2-1        | RC France-Mulhouse       | 5-3                  |             |             |

| andata (ª) | andata (ª)                          | Ottava giornata                   | ritorno (ª) | ritorno (ª) |
|            |                                     |                                   |             |             |
|            | 6-2                                 | Club Français-Olympique Marsiglia | 1-5         |             |
| 2-2        | Hyères-Nîmes                        | 0-3                               |             |             |
| 0-0        | Nice-RC France                      | 2-2                               |             |             |
| 2-0        | Olympique Lillois-Excelsior Roubaix | 1-2                               |             |             |
| 1-1        | Sète-Mulhouse                       | 1-3                               |             |             |

### Statistiche

#### Squadre

##### Capoliste solitarie
|    | —— | ——                  | ——                  | ——                  | ——                  | —— | ——                | ——                | ——                | ——                | ——                | ——                | ——                | ——                | ——                | ——                | ——                | —— |  |
|    |    | Olympique Marsiglia | Olympique Marsiglia | Olympique Marsiglia | Olympique Marsiglia |    | Olympique Lillois | Olympique Lillois | Olympique Lillois | Olympique Lillois | Olympique Lillois | Olympique Lillois | Olympique Lillois | Olympique Lillois | Olympique Lillois | Olympique Lillois | Olympique Lillois |    |  |
|    |    |                     |                     |                     |                     |    |                   |                   |                   |                   |                   |                   |                   |                   |                   |                   |                   |    |  |
|    |    |                     |                     |                     |                     |    |                   |                   |                   |                   |                   |                   |                   |                   |                   |                   |                   |    |  |
| 1ª | 2ª | 3ª                  | 4ª                  | 5ª                  | 6ª                  | 7ª | 8ª                | 9ª                | 10ª               | 11ª               | 12ª               | 13ª               | 14ª               | 15ª               | 16ª               | 17ª               | 18ª               |    |  |

#### Classifica in divenire
| Club Français       | 2 | 2 | 2 | 4 | 4 | 5  | 5  | 7  | 7  |  |
| Excelsior Roubaix   | 0 | 0 | 1 | 2 | 4 | 4  | 4  | 4  | 5  |  |
| Hyères              | 0 | 2 | 2 | 2 | 2 | 3  | 4  | 5  | 5  |  |
| Mulhouse            | 0 | 0 | 2 | 2 | 2 | 2  | 4  | 5  | 5  |  |
| Nîmes               | 2 | 2 | 3 | 3 | 5 | 7  | 7  | 8  | 10 |  |
| Nizza               | 0 | 2 | 3 | 3 | 5 | 5  | 7  | 8  | 10 |  |
| Olympique Lillois   | 0 | 2 | 4 | 6 | 8 | 10 | 12 | 14 | 16 |  |
| Olympique Marsiglia | 2 | 4 | 6 | 8 | 9 | 11 | 12 | 12 | 13 |  |
| RC France           | 2 | 2 | 2 | 3 | 3 | 5  | 7  | 8  | 10 |  |
| Sète                | 2 | 4 | 5 | 7 | 8 | 8  | 8  | 9  | 9  |  |

## Girone B

### Squadre partecipanti
| Club                           | Stagione | Città             | Stadio                    | Stagione precedente |
| ------------------------------ | -------- | ----------------- | ------------------------- | ------------------- |
| Antibes                        | dettagli | Antibes           | Stade du Fort Carré       | -                   |
| CA Paris                       | dettagli | Charenton-le-Pont | Stade de Charentonneau    | -                   |
| Cannes                         | dettagli | Cannes            | Stade Pierre-de-Coubertin | -                   |
| Red Star                       | dettagli | Parigi            | Stadio Bauer              | -                   |
| Fives                          | dettagli | Lilla             | Stadio Félix Virnot       | -                   |
| Metz                           | dettagli | Metz              | Stade Saint-Symphorien    | -                   |
| Olympique Alès                 | dettagli | Alès              | Stade de la Prairie       | -                   |
| Rennes                         | dettagli | Rennes            | Parc des Sports           | -                   |
| Sochaux                        | dettagli | Sochaux           | Stade de la Forge         | -                   |
| Stade Olympique Montpelliérain | dettagli | Montpellier       | Parc des Sports           | -                   |

### Allenatori e primatisti
| Squadra                  | Allenatore         | Calciatore più presente           | Cannoniere           |
| ------------------------ | ------------------ | --------------------------------- | -------------------- |
| Antibes                  | M. Valère          |                                   | Johann Klima (13)    |
| CA Paris                 |                    |                                   |                      |
| Cannes                   | William Aitken     |                                   | Pierre Fecchino (14) |
| Red Star                 |                    |                                   | Renato Finamore (13) |
| Fives                    | George Berry       |                                   | Robert Saint-Pé (12) |
| Metz                     | Willibald Stejskal |                                   |                      |
| Olympique Alès           |                    |                                   |                      |
| Rennes                   | Kálmán Székány     | Robert Le Moal Vaclav Mrazek (18) | Walter Kaiser (15)   |
| Sochaux                  | Victor Gibson      |                                   |                      |
| Stade Ol. Montpelliérain | René Dedieu        |                                   | István Závodi (12)   |

### Classifica finale
|  | Pos. | Squadra                  | Pt | G  | V  | N | P  | GF | GS |
|  | ---- | ------------------------ | -- | -- | -- | - | -- | -- | -- |
|  | 1.   | Antibes                  | 24 | 18 | 10 | 4 | 4  | 39 | 21 |
|  | 2.   | Cannes                   | 22 | 18 | 8  | 6 | 4  | 37 | 24 |
|  | 3.   | Sochaux                  | 22 | 18 | 9  | 4 | 5  | 40 | 31 |
|  | 4.   | Stade Ol. Montpelliérain | 21 | 18 | 9  | 3 | 6  | 3  | 36 |
|  | 5.   | CA Paris                 | 20 | 18 | 8  | 4 | 6  | 38 | 37 |
|  | 6.   | Rennes                   | 18 | 18 | 7  | 4 | 7  | 41 | 36 |
|  | 7.   | Fives                    | 17 | 18 | 6  | 5 | 7  | 42 | 48 |
|  | 8.   | Red Star                 | 14 | 18 | 4  | 6 | 8  | 38 | 29 |
|  | 9.   | Metz                     | 13 | 18 | 5  | 3 | 10 | 25 | 51 |
|  | 10.  | Olympique Alès           | 9  | 18 | 2  | 5 | 11 | 25 | 49 |

Legenda:
      Ammessa alla finale per il titolo di Division 1 1932-1933.
      Retrocesse in Division 2 1933-1934
Regolamento:
Due punti a vittoria, uno a pareggio, zero a sconfitta.
Note:
L'Antibes non è ammesso alla finale perché incriminato per corruzione, avendo comprato la partita della 16ª giornata Antibes-Fives 5-0

### Risultati

#### Tabellone
|                | Alè  | Ant  | Can  | Cap  | Fiv  | Met  | Mon  | Red  | Ren  | Soc  |
| -------------- | ---- | ---- | ---- | ---- | ---- | ---- | ---- | ---- | ---- | ---- |
| Olympique Alès | –––– | 3-3  | 2-4  | 2-1  | 7-4  | 2-3  | 2-2  | 0-0  | 4-4  | 0-1  |
| Antibes        | 0-0  | –––– | 1-0  | 3-0  | 5-0  | 1-1  | 0-2  | 2-0  | 3-1  | 4-1  |
| Cannes         | 2-0  | 3-0  | –––– | 2-2  | 5-5  | 0-1  | 3-0  | 2-1  | 3-0  | 1-1  |
| CA Paris       | 2-1  | 2-3  | 1-1  | –––– | 1-2  | 2-1  | 2-2  | 2-2  | 3-1  | 3-5  |
| Fives          | 3-0  | 0-5  | 1-1  | 0-2  | –––– | 8-1  | 2-3  | 3-2  | 4-4  | 2-2  |
| Metz           | 4-0  | 3-2  | 0-2  | 2-3  | 0-0  | –––– | 2-1  | 1-7  | 1-2  | 0-3  |
| Montpelliérain | 2-0  | 2-1  | 1-2  | 3-4  | 4-2  | 7-3  | –––– | 1-1  | 1-0  | 2-0  |
| Red Star       | 5-0  | 2-3  | 1-1  | 3-4  | 0-1  | 2-2  | 4-0  | –––– | 6-2  | 0-1  |
| Rennais        | 4-0  | 0-0  | 5-4  | 3-1  | 0-1  | 4-0  | 6-1  | 3-1  | –––– | 1-1  |
| Sochaux        | 5-2  | 1-3  | 2-1  | 1-3  | 6-4  | 5-0  | 2-3  | 1-1  | 2-1  | –––– |

#### Calendario
| andata (ª) | andata (ª)                              | Prima giornata | ritorno (ª) | ritorno (ª) |
|            |                                         |                |             |             |
|            | 1-1                                     | Fives-Cannes   | 5-5         |             |
| 1-2        | Metz-Rennes                             | 2-2            |             |             |
| 2-3        | Red Star-Antibes                        | 0-2            |             |             |
| 1-3        | Sochaux-CA Paris                        | 5-3            |             |             |
| 2-0        | Stade Ol. Montpelliérain-Olympique Alès | 2-2            |             |             |

| andata (ª) | andata (ª)                        | Terza giornata  | ritorno (ª) | ritorno (ª) |
|            |                                   |                 |             |             |
|            | 4-1                               | Antibes-Sochaux | 3-1         |             |
| 2-2        | CA Paris-Stade Ol. Montpelliérain | 4-3             |             |             |
| 3-0        | Fives-Olympique Alès              | 4-7             |             |             |
| 0-2        | Metz-Cannes                       | 1-0             |             |             |
| 6-2        | Red Star-Rennes                   | 1-3             |             |             |

| andata (ª) | andata (ª)                    | Quinta giornata | ritorno (ª) | ritorno (ª) |
|            |                               |                 |             |             |
|            | 1-1                           | Cannes-Sochaux  | 1-2         |             |
| 2-3        | CA Paris-Antibes              | 0-3             |             |             |
| 4-4        | Fives-Rennes                  | 1-0             |             |             |
| 2-1        | Metz-Stade Ol. Montpelliérain | 3-7             |             |             |
| 5-0        | Red Star-Olympique Alès       | 0-0             |             |             |

| andata (ª) | andata (ª)                        | Settima giornata       | ritorno (ª) | ritorno (ª) |
|            |                                   |                        |             |             |
|            | 0-1                               | Olympique Alès-Sochaux | 2-5         |             |
| 2-1        | CA Paris-Metz                     | 3-2                    |             |             |
| 0-5        | Fives-Antibes                     | 0-5                    |             |             |
| 1-1        | Stade Ol. Montpelliérain-Red Star | 0-4                    |             |             |
| 5-4        | Rennes-Cannes                     | 0-3                    |             |             |

| andata (ª) | andata (ª)                      | Nona giornata  | ritorno (ª) | ritorno (ª) |
|            |                                 |                |             |             |
|            | 3-0                             | Cannes-Antibes | 0-1         |             |
| 2-1        | CA Paris-Olympique Alès         | 1-2            |             |             |
| 2-2        | Fives-Sochaux                   | 4-6            |             |             |
| 1-7        | Metz-Red Star                   | 2-2            |             |             |
| 6-1        | Rennes-Stade Ol. Montpelliérain | 0-1            |             |             |

| andata (ª) | andata (ª)                     | Seconda giornata       | ritorno (ª) | ritorno (ª) |
|            |                                |                        |             |             |
|            | 3-3                            | Olympique Alès-Antibes | 0-0         |             |
| 2-1        | Cannes-Red Star                | 1-1                    |             |             |
| 4-2        | Stade Ol. Montpelliérain-Fives | 3-2                    |             |             |
| 5-0        | Sochaux-Metz                   | 3-0                    |             |             |
| 3-1        | Rennes-CA Paris                | 1-3                    |             |             |

| andata (ª) | andata (ª)                      | Quarta giornata     | ritorno (ª) | ritorno (ª) |
|            |                                 |                     |             |             |
|            | 2-3                             | Olympique Alès-Metz | 0-4         |             |
| 3-1        | Antibes-Rennes                  | 0-0                 |             |             |
| 1-2        | CA Paris-Fives                  | 2-0                 |             |             |
| 1-1        | Sochaux-Red Star                | 1-0                 |             |             |
| 1-2        | Stade Ol. Montpelliérain-Cannes | 0-3                 |             |             |

| andata (ª) | andata (ª)                       | Sesta giornata  | ritorno (ª) | ritorno (ª) |
|            |                                  |                 |             |             |
|            | 2-2                              | Cannes-CA Paris | 1-1         |             |
| 3-2        | Metz-Antibes                     | 1-1             |             |             |
| 0-1        | Red Star-Fives                   | 2-3             |             |             |
| 2-0        | Stade Ol. Montpelliérain-Sochaux | 3-2             |             |             |
| 4-0        | Rennes-Olympique Alès            | 4-4             |             |             |

| andata (ª) | andata (ª)                       | Ottava giornata       | ritorno (ª) | ritorno (ª) |
|            |                                  |                       |             |             |
|            | 2-4                              | Olympique Alès-Cannes | 0-2         |             |
| 0-2        | Antibes-Stade Ol. Montpelliérain | 1-2                   |             |             |
| 0-0        | Metz-Fives                       | 1-8                   |             |             |
| 3-4        | Red Star-CA Paris                | 2-2                   |             |             |
| 2-1        | Sochaux-Rennes                   | 1-1                   |             |             |

| andata (ª) | andata (ª)                              | Prima giornata | ritorno (ª) | ritorno (ª) |
|            |                                         |                |             |             |
|            | 1-1                                     | Fives-Cannes   | 5-5         |             |
| 1-2        | Metz-Rennes                             | 2-2            |             |             |
| 2-3        | Red Star-Antibes                        | 0-2            |             |             |
| 1-3        | Sochaux-CA Paris                        | 5-3            |             |             |
| 2-0        | Stade Ol. Montpelliérain-Olympique Alès | 2-2            |             |             |

| andata (ª) | andata (ª)                        | Terza giornata  | ritorno (ª) | ritorno (ª) |
|            |                                   |                 |             |             |
|            | 4-1                               | Antibes-Sochaux | 3-1         |             |
| 2-2        | CA Paris-Stade Ol. Montpelliérain | 4-3             |             |             |
| 3-0        | Fives-Olympique Alès              | 4-7             |             |             |
| 0-2        | Metz-Cannes                       | 1-0             |             |             |
| 6-2        | Red Star-Rennes                   | 1-3             |             |             |

| andata (ª) | andata (ª)                    | Quinta giornata | ritorno (ª) | ritorno (ª) |
|            |                               |                 |             |             |
|            | 1-1                           | Cannes-Sochaux  | 1-2         |             |
| 2-3        | CA Paris-Antibes              | 0-3             |             |             |
| 4-4        | Fives-Rennes                  | 1-0             |             |             |
| 2-1        | Metz-Stade Ol. Montpelliérain | 3-7             |             |             |
| 5-0        | Red Star-Olympique Alès       | 0-0             |             |             |

| andata (ª) | andata (ª)                        | Settima giornata       | ritorno (ª) | ritorno (ª) |
|            |                                   |                        |             |             |
|            | 0-1                               | Olympique Alès-Sochaux | 2-5         |             |
| 2-1        | CA Paris-Metz                     | 3-2                    |             |             |
| 0-5        | Fives-Antibes                     | 0-5                    |             |             |
| 1-1        | Stade Ol. Montpelliérain-Red Star | 0-4                    |             |             |
| 5-4        | Rennes-Cannes                     | 0-3                    |             |             |

| andata (ª) | andata (ª)                      | Nona giornata  | ritorno (ª) | ritorno (ª) |
|            |                                 |                |             |             |
|            | 3-0                             | Cannes-Antibes | 0-1         |             |
| 2-1        | CA Paris-Olympique Alès         | 1-2            |             |             |
| 2-2        | Fives-Sochaux                   | 4-6            |             |             |
| 1-7        | Metz-Red Star                   | 2-2            |             |             |
| 6-1        | Rennes-Stade Ol. Montpelliérain | 0-1            |             |             |

| andata (ª) | andata (ª)                     | Seconda giornata       | ritorno (ª) | ritorno (ª) |
|            |                                |                        |             |             |
|            | 3-3                            | Olympique Alès-Antibes | 0-0         |             |
| 2-1        | Cannes-Red Star                | 1-1                    |             |             |
| 4-2        | Stade Ol. Montpelliérain-Fives | 3-2                    |             |             |
| 5-0        | Sochaux-Metz                   | 3-0                    |             |             |
| 3-1        | Rennes-CA Paris                | 1-3                    |             |             |

| andata (ª) | andata (ª)                      | Quarta giornata     | ritorno (ª) | ritorno (ª) |
|            |                                 |                     |             |             |
|            | 2-3                             | Olympique Alès-Metz | 0-4         |             |
| 3-1        | Antibes-Rennes                  | 0-0                 |             |             |
| 1-2        | CA Paris-Fives                  | 2-0                 |             |             |
| 1-1        | Sochaux-Red Star                | 1-0                 |             |             |
| 1-2        | Stade Ol. Montpelliérain-Cannes | 0-3                 |             |             |

| andata (ª) | andata (ª)                       | Sesta giornata  | ritorno (ª) | ritorno (ª) |
|            |                                  |                 |             |             |
|            | 2-2                              | Cannes-CA Paris | 1-1         |             |
| 3-2        | Metz-Antibes                     | 1-1             |             |             |
| 0-1        | Red Star-Fives                   | 2-3             |             |             |
| 2-0        | Stade Ol. Montpelliérain-Sochaux | 3-2             |             |             |
| 4-0        | Rennes-Olympique Alès            | 4-4             |             |             |

| andata (ª) | andata (ª)                       | Ottava giornata       | ritorno (ª) | ritorno (ª) |
|            |                                  |                       |             |             |
|            | 2-4                              | Olympique Alès-Cannes | 0-2         |             |
| 0-2        | Antibes-Stade Ol. Montpelliérain | 1-2                   |             |             |
| 0-0        | Metz-Fives                       | 1-8                   |             |             |
| 3-4        | Red Star-CA Paris                | 2-2                   |             |             |
| 2-1        | Sochaux-Rennes                   | 1-1                   |             |             |

## Finale
| Parigi 14 maggio 1933 | Olympique Lillois | 4 – 3                                                                           | Cannes | Stadio olimpico Yves du Manoir (12,000 spett.) |
| \| \| \| \| \| Barrett 25’ Varga 30’ Winckelmans 75’, 86’ \| Marcatori \| 59’ Fecchino 78’ Calecca 82’ Tournaire \| \| Défossé Vandooren Théry Meuris MacGowan Beaucourt Decottignes Varga Delannoy Amard Winckelmans \| Formazioni \| Roux Tournaire Nagy Béraudo Kevasz Cler Calecca Fecchino Bardot Hilier Cornelli \| \| Robert De Veen \| Allenatori \| Billy Aitken \| |                   |                                                                                 |        |                                                |
| |                   |                                                                                 |        |                                                |
| Barrett 25’ Varga 30’ Winckelmans 75’, 86’ | Marcatori         | 59’ Fecchino 78’ Calecca 82’ Tournaire                                          |        |                                                |
| Défossé Vandooren Théry Meuris MacGowan Beaucourt Decottignes Varga Delannoy Amard Winckelmans | Formazioni        | Roux Tournaire Nagy Béraudo Kevasz Cler Calecca Fecchino Bardot Hilier Cornelli |        |                                                |
| Robert De Veen | Allenatori        | Billy Aitken                                                                    |        |                                                |

## Classifica marcatori
| Gol |  |  | Giocatore        | Squadra               |
| --- |  |  | ---------------- | --------------------- |
| 15  |  |  | Robert Mercier   | Club Francais         |
| 15  |  |  | Walter Kaiser    | Rennes                |
| 14  |  |  | Joseph Alcazar   | Olympique Marsiglia   |
| 14  |  |  | Pierre Fecchino  | Cannes                |
| 13  |  |  | Johann Klima     | Antibes               |
| 13  |  |  | Finamore         | Red Star              |
| 12  |  |  | Saint-Pé         | Fives                 |
| 12  |  |  | István Závodi    | Stade Ol. Montpellier |
| 12  |  |  | Bertrand         | Red Star              |
| 11  |  |  | André Cheuva     | Fives                 |
| 11  |  |  | Ernest Libérati  | Fives                 |
| 11  |  |  | Julien Dominique | Rennes                |